# I Kielecki Batalion Etapowy
I Kielecki batalion etapowy – oddział wojsk wartowniczych i etapowych w okresie II Rzeczypospolitej pełniący między innymi służbę ochronną na granicy polsko-sowieckiej i granicy polsko-litewskiej.

## Formowanie i zmiany organizacyjne
I Kielecki batalion etapowy sformowany został w marcu 1919. Otrzymał on nazwę okręgu generalnego, w którym powstał i kolejny numer porządkowy oznaczany cyfrą rzymską. Do batalionu wcielono żołnierzy starszych wiekiem i o słabszej kondycji fizycznej. Oficerowie i podoficerowie nie mieli większego doświadczenia bojowego. Batalion nie posiadał broni ciężkiej, a broń indywidualną żołnierzy stanowiły stare karabiny różnych wzorów z niewielką ilością amunicji. 
Wiosną 1920 batalion podlegał Okręgowi Etapowemu „Mińsk”. We wrześniu batalion wchodził w skład IVa Brygady Etapowej. Stacjonował we Włodawie przy Dowództwie Powiatu Etapowego Włodawa. Stan baonu wynosił wówczas 9 oficerów i 607 szeregowców . W październiku 1920 zreorganizowano brygady etapowe 4 Armii. Batalion wszedł w podporządkowanie dowódcy IVc Brygady Etapowej. 4 listopada część żołnierzy I Kieleckiego batalionu etapowego przydzielona została jako wsparcie do IV Kieleckiego batalionu etapowego, w celu obsadzenia Nowogródka. Stan batalionu w tym czasie wynosił 539 szeregowych, w tym 117 ochotników. 
W lutym 1921 bataliony etapowe przejęły ochronę granicy polsko-rosyjskiej. Początkowo pełniły ją na linii kordonowej, a w maju zostały przesunięte bezpośrednio na linię graniczną z zadaniem zamknięcia wszystkich dróg, przejść i mostów.
31 sierpnia 1921 I Kielecki batalion etapowy został rozformowany. Bataliony etapowe ochraniające granicę przekształcono w bataliony celne.

## Służba kordonowa
W maju 1919 batalion przydzielony został do dyspozycji Dowództwa Okręgu Etapowego „Wilno”. Już w sierpniu brał udział w walkach z Litwinami pod Mejszagołą oraz zabezpieczał Stację Zborną Jeńców w Krzywiczach. W połowie grudnia ochraniał linię kolejową Landwarów-Jewie-Wilno. W styczniu 1920 przydzielony został do Grupy Operacyjnej gen. Józefa Lasockiego. Stacjonował wtedy w Nowych Święcianach. Pod koniec kwietnia wszedł w podporządkowanie Dowództwa Okręgu Etapowego „Mińsk”, a kompanie przydzielone zostały do Dowództw Powiatów Etapowych: „Ihumeń” i „Borysów”. Od 27 maja jedną kompanią batalion zabezpieczał linię kolejową Mińsk-Baranowicze. W czerwcu pełnił służbę wartowniczą w Mińsku, ochraniał linię kolejową Mińsk-Borysów oraz obsadzał Stację Etapową „Okołów”. 9 lipca batalion został ewakuowany przez Baranowicze, Słonim do Derewnoje. Od 18 lipca ochraniał mosty na Niemnie, a po ich zerwaniu skierowany został do grupy gen. Jędrzejewskiego. 23 lipca, we współdziałaniu z XXXIV Brygadą Piechoty, walczył w rejonie Wołpy. 24 lipca został skierowany do Siedlec, do dyspozycji Dowództwa Okręgu Etapowego 4 Armii. Od 15 sierpnia w Dęblinie pełnił służbę wartowniczą. We wrześniu podlegał Dowództwu Powiatu Etapowego „Włodawa” i ochraniał linie kolejowe oraz wystawiał obsadę Stacji Etapowej w Parczewie. Od 8 października stacjonował w Wołkowysku. Od 15 października podlegał IVc Brygadzie Etapowej. 17 października przybył do Bytynia i obsadził linię kolejową Baranowicze-Domanowo. 20 października dyslokowany został do Obszaru Warownego „Brześć Litewski”. W styczniu 1921 był w dyspozycji DOE 4 Armii, a kompanie stacjonowały w Baranowiczach, Słonimiu, Stołpcach. 14 marca 1921 batalion otrzymał zadanie przejąć służbę garnizonową w Baranowiczach.

## Dowódcy batalionu
- mjr piech. Wacław Prawdzik[a] (do 19 IX 1920 → dowódca powiatu etapowego[12][13])
- ppor. piech. Antoni Bugaj[b] (cz.p.o. od 19 IX 1920[12])
- kpt. piech. Jan Witold Palmi[c] (od 4 II 1921[17])